# Люмине, Эварист Виталь
Эварист Виталь Люмине (фр. Évariste Vital Luminais; 13 октября 1821[…], Нант, метрополия Франции — 14 мая 1896, Париж) — французский художник. Наиболее известен своими работами, посвящёнными ранней истории Франции, за что иногда назывался «живописцем галлов».

## Жизнь и творчество
Родился в Нанте. Дедушка, Мишель Пьер Люмине, представлял Вандею в парламенте с 1799 по 1803 год, отец, Рене Мари Люмине, представлял в парламенте Атлантическую Луару (1831—1834 годы) и Эндр и Луара (1848—1849). 
Семья, осознавшая природный талант художника, отправила Эвариста в Париж в возрасте 18 лет, где он обучался у художников Огюста Дебе и Леона Конье.
Дебют Люмине состоялся на Парижском салоне 1843 года. Был награждён золотой медалью на Всемирной выставке 1889 года. В 1869 году получил Орден почётного легиона.
Одна из наиболее известных картин Люмине, на сюжет средневековой легенды о расслабленных из Жюмьежа, находится в Руанском музее изящных искусств. Сальвадор Дали специально приезжал в Руан, чтобы увидеть её. О неизгладимом впечатлении, которое произвела на неё картина, писала Симона де Бовуар.

## Галерея

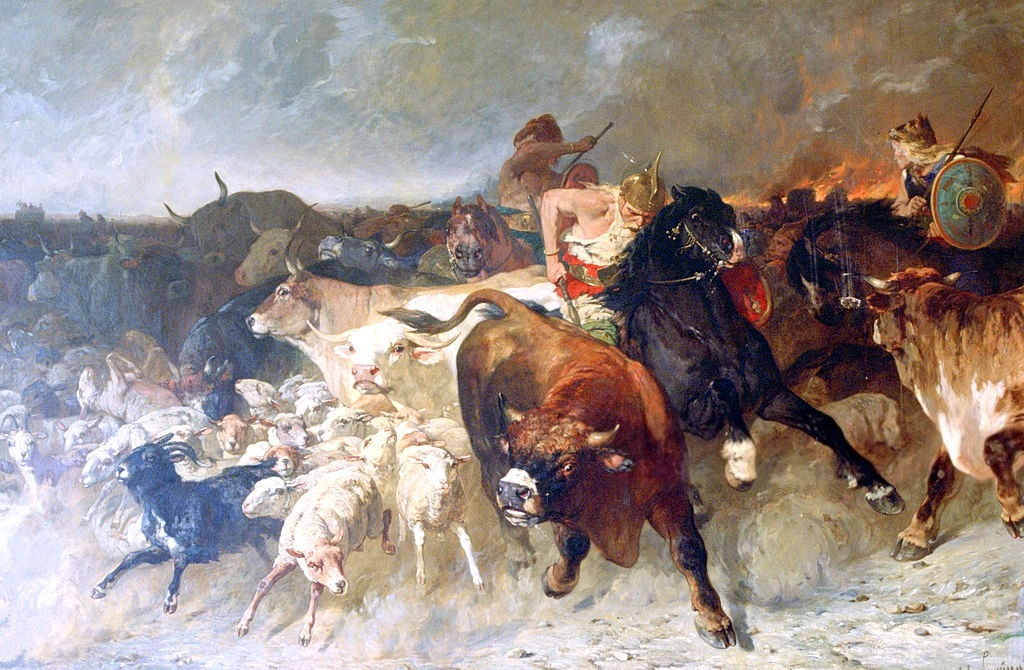
Галльские мародёры (1867).
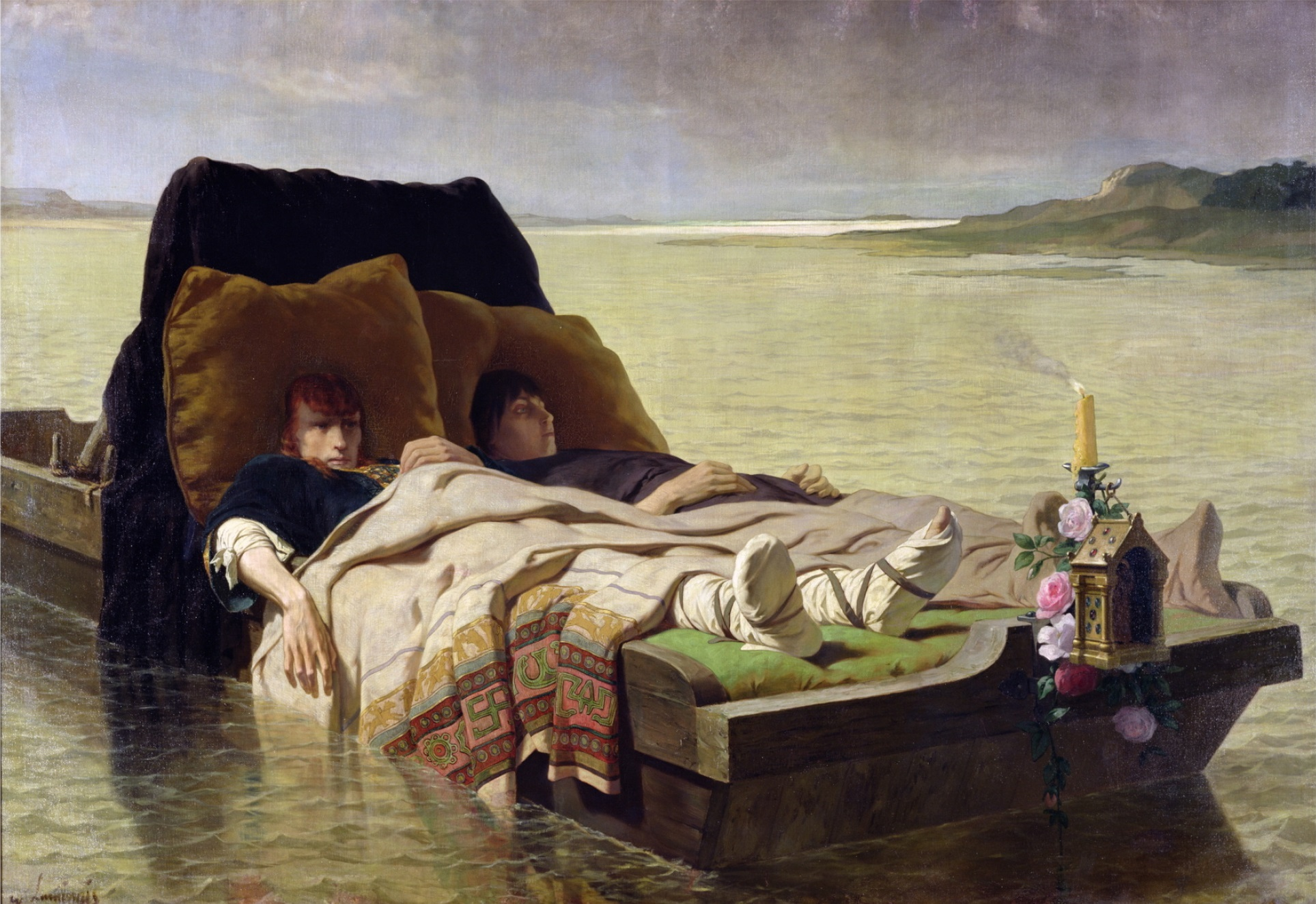
Расслабленные из Жюмьежа
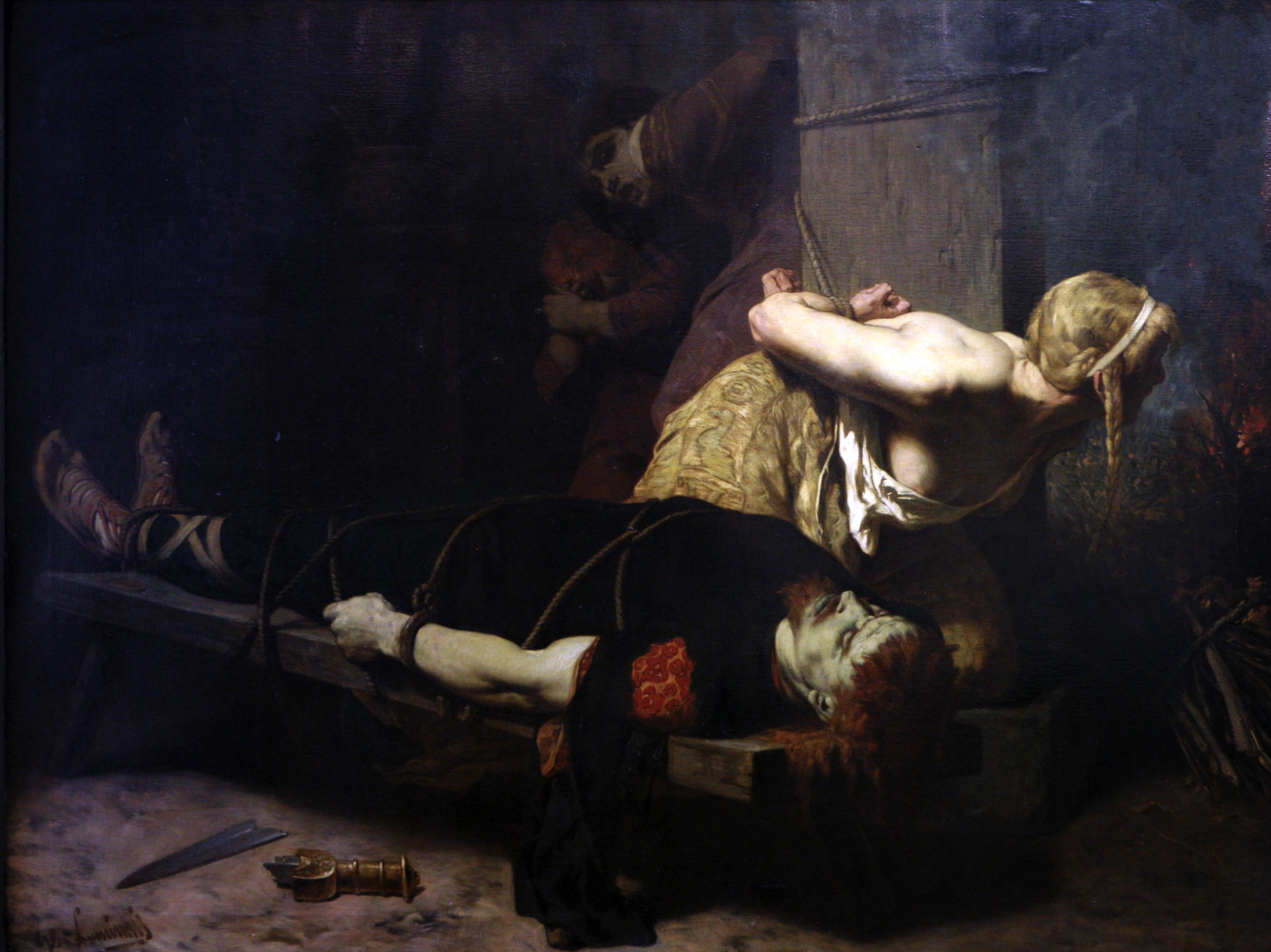
Смерть Храмна (1879).
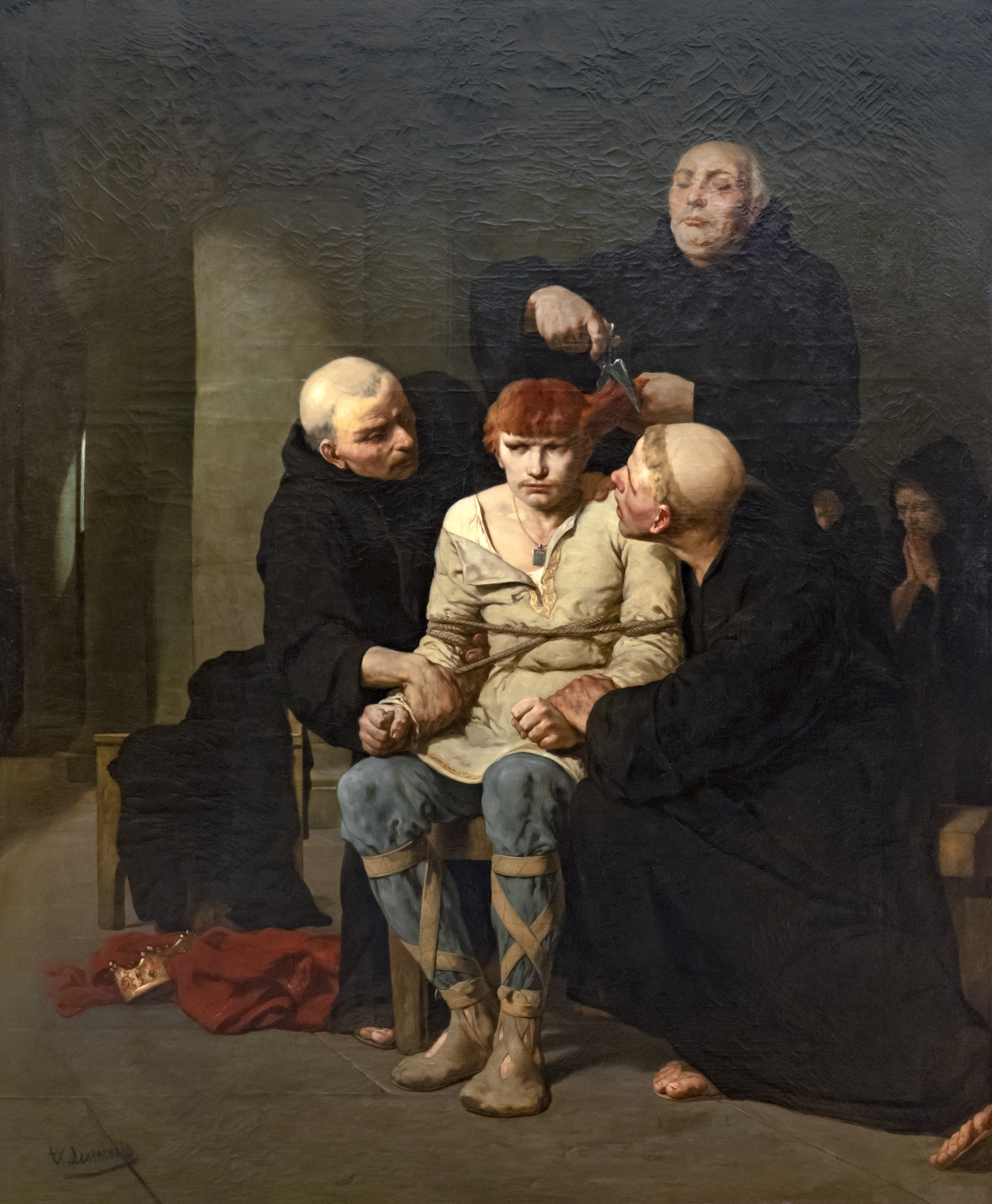
Последний из Меровингов (1883).
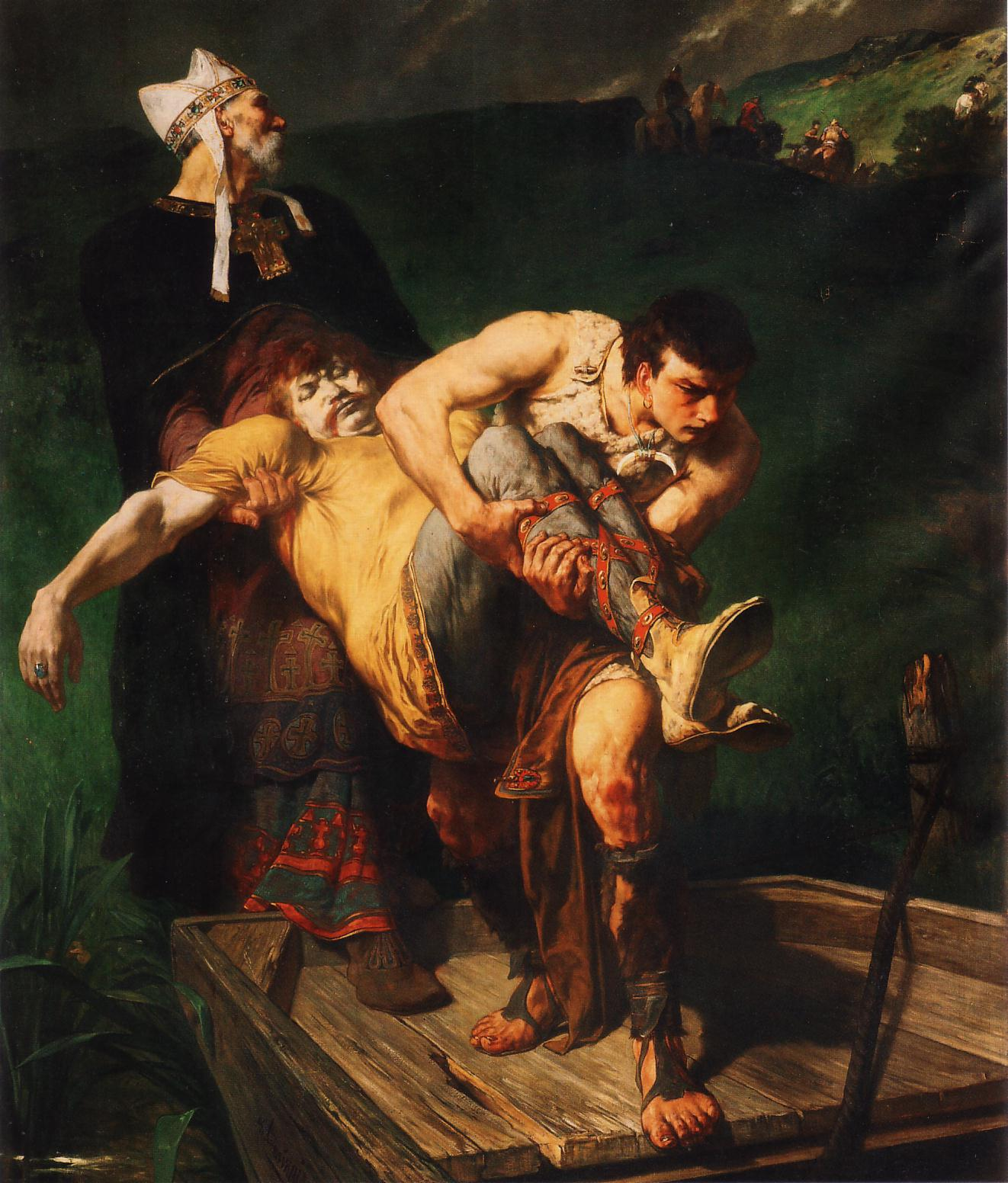
Смерть Хильперика (1885).
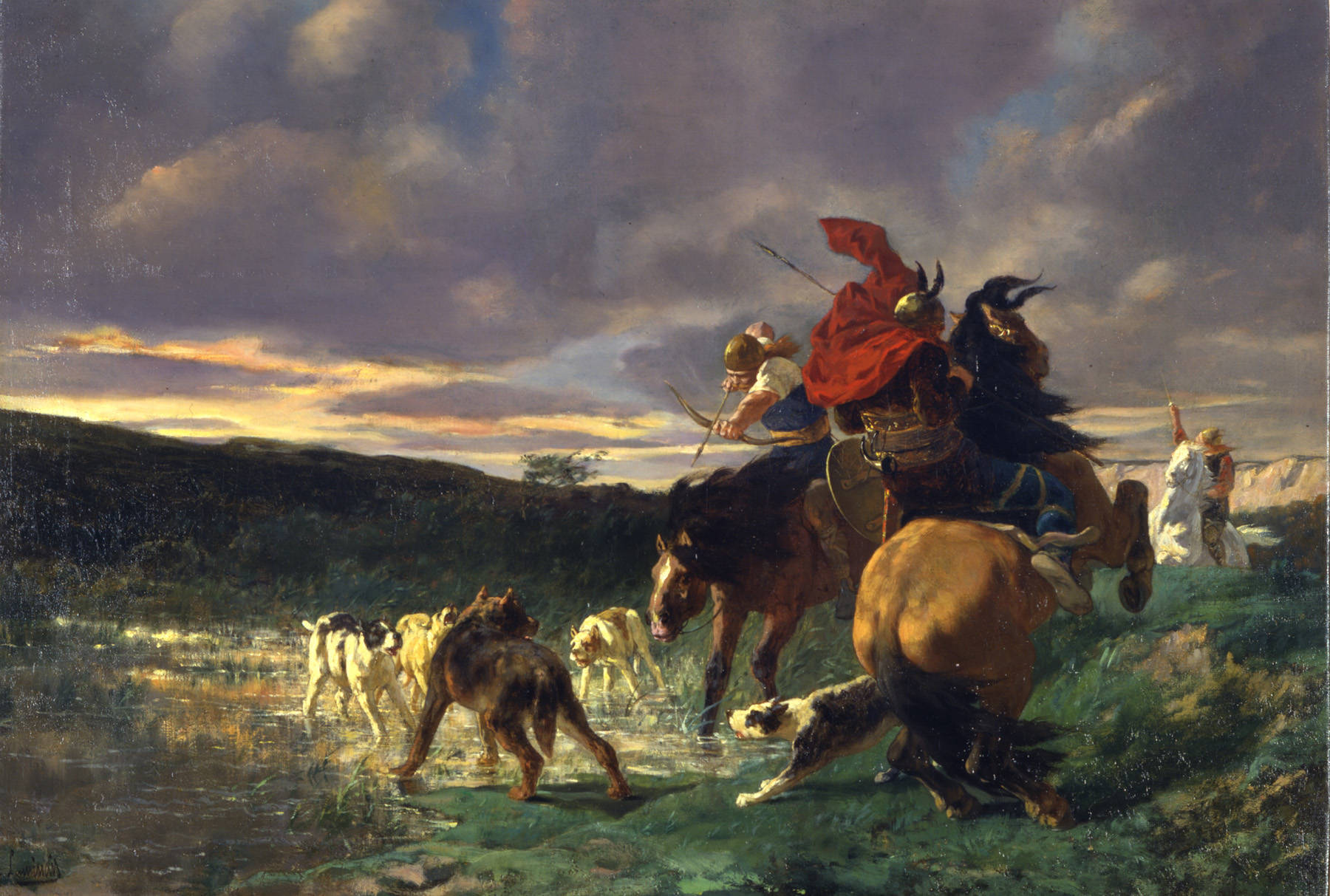
Меровинги атакуют дикую собаку (1875−1885)
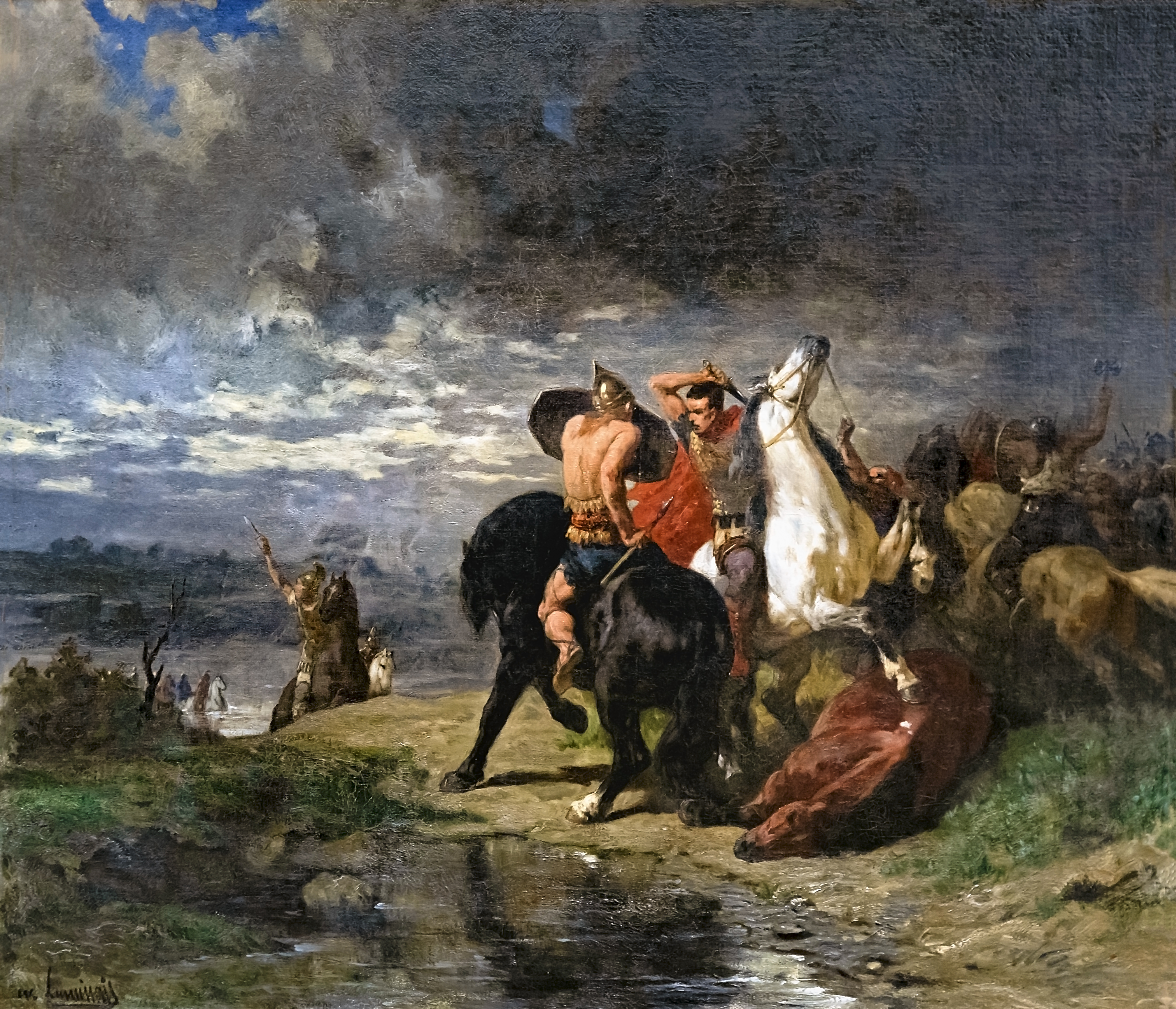
Битва римлян и галлов

## Видеофильмы
- Gilles Brenta and Claude François (script and direction). Le Défilé des toiles. VHS documentary. 52 mins. Brussels: Les Trois petits cochons, 1997. OCLC 490326144.  (фр.)
- Claude Duty. Les Énervés de Jumièges. Short film, in Claude Duty réalisateur: six films courts. VHS compilation. 72 mins. France: Production A.A.A. / Stellaire Production, 1986—1995. OCLC 415521441.  (фр.)